# Puschwitz
Puschwitz (em alto sorábio: Bóšicy) é um município da Alemanha localizado no distrito de Bautzen, região administrativa de Dresden, estado da Saxônia.
Pertence ao Verwaltungsgemeinschaft de Neschwitz.